# 圖瓦蘇維埃社會主義自治共和國
圖瓦蘇維埃社會主義自治共和國（俄语：Тувинская АССР），是俄羅斯蘇維埃聯邦社會主義共和國一個自治共和國，成立於1961年10月10日。
它的前身是圖瓦自治州，在苏联解体後的1992年3月31日，成為俄羅斯聯邦的圖瓦共和國。

## 行政区划

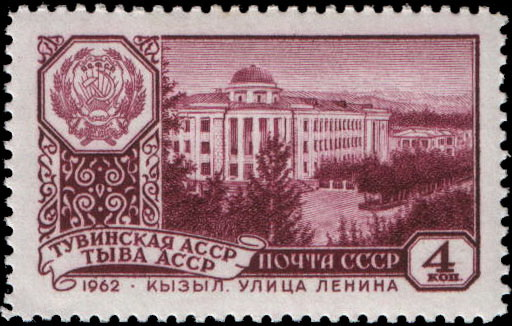
1962年的苏联邮票。图瓦苏维埃社会主义自治共和国首都克孜勒

图瓦苏维埃社会主义自治共和国成立时由11个区组成
- 拜泰加區
- 巴伦-赫姆奇克区
- 准-赫姆奇克区
- 卡赫姆區
- 奧維尤爾區
- 皮赫姆區
- 坦德區
- 捷斯赫姆区
- 托贾区
- 烏盧格赫姆區
- 埃爾津區

1963年初，撤销拜泰加區和埃爾津區。
1965年1月，重新建立拜泰加區和埃爾津區。
1968年9月9日，蒙贡泰加区成立。
1975年2月11日，克孜勒区成立。
1983年4月25日，蘇特霍爾區成立。
图瓦共和国就是在这个结构（14个区）下建立的。1992年，恰霍爾區成立，1993年，切季霍爾區成立。

## 地图

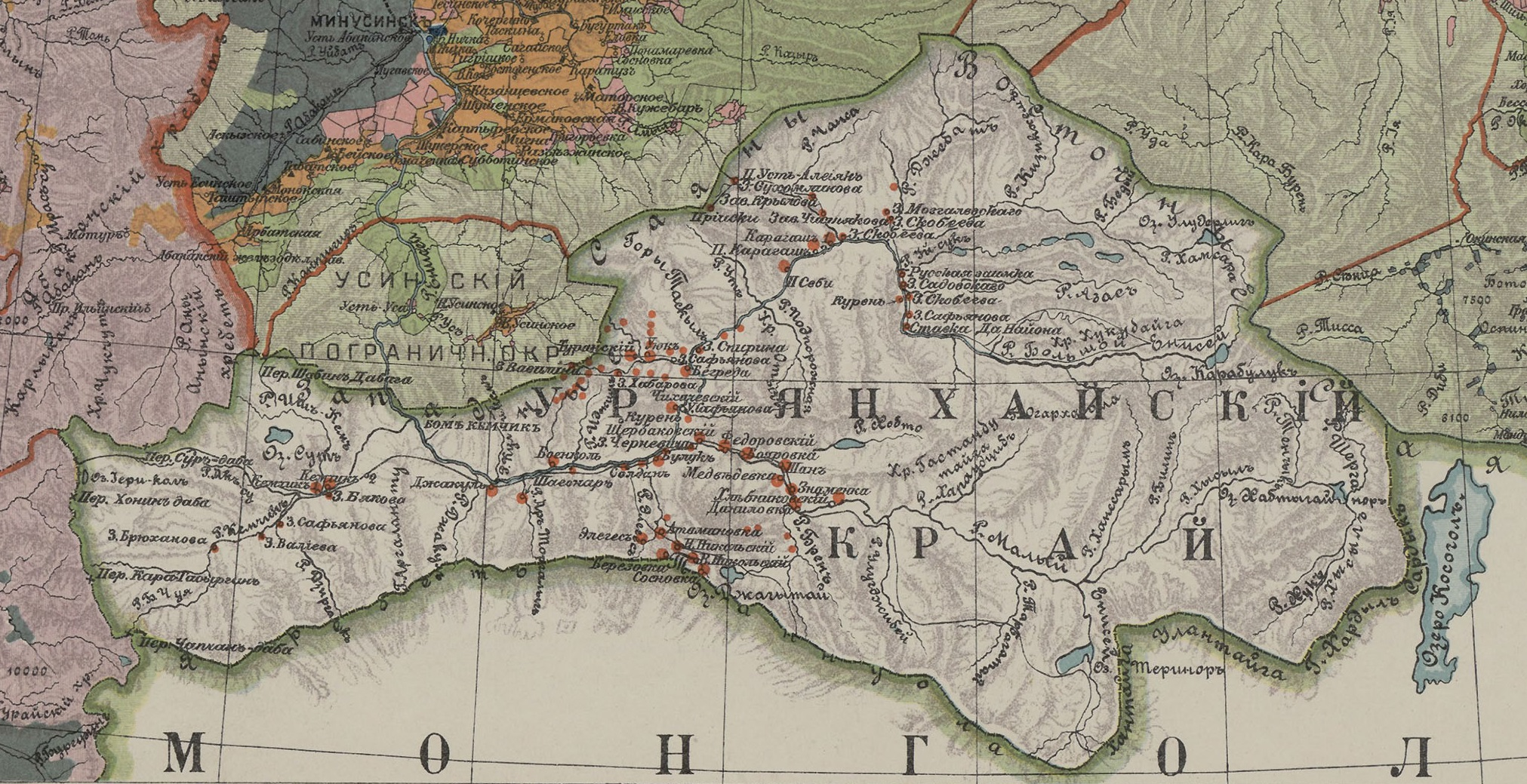
图瓦在1914年的版图
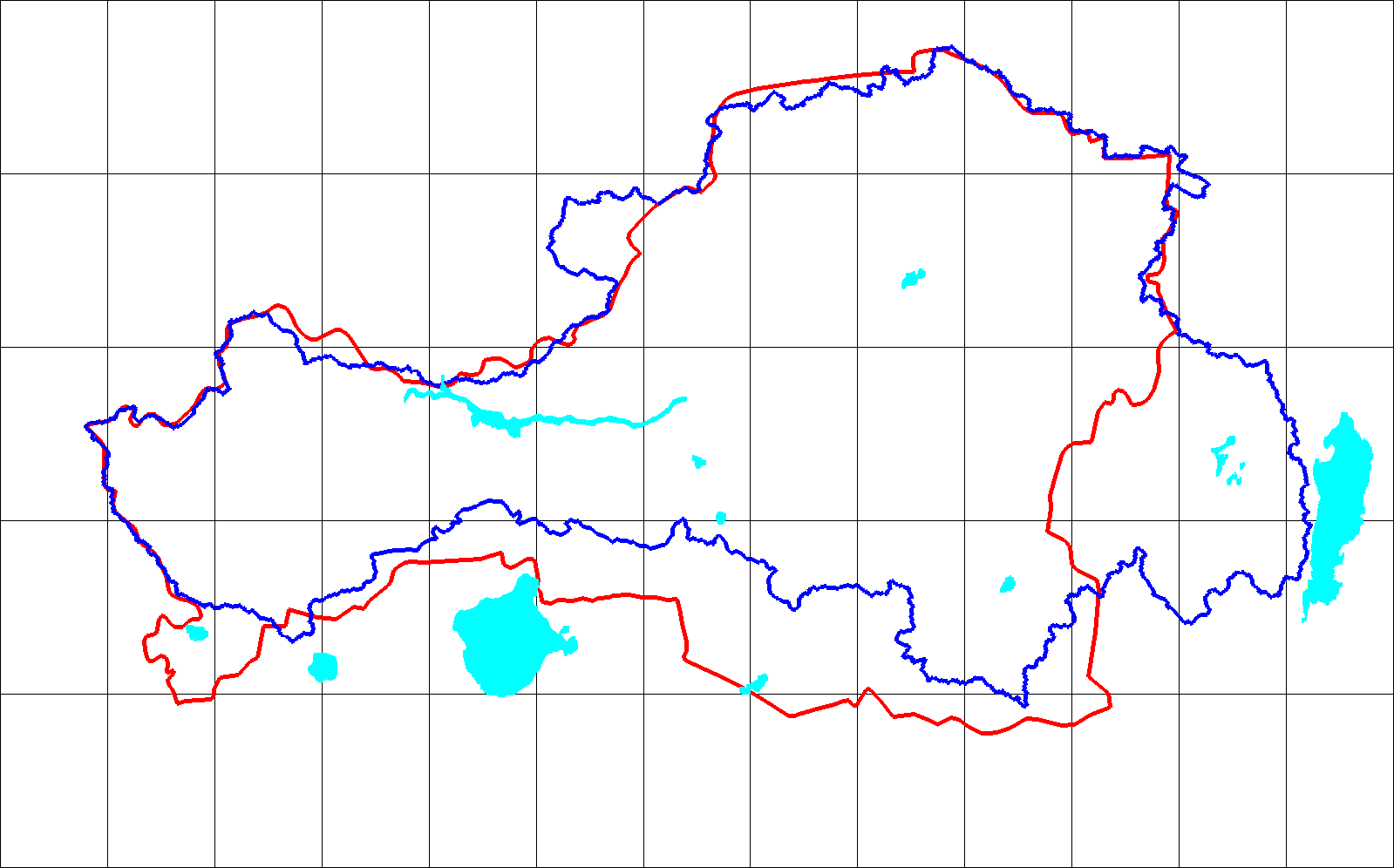
图瓦在1914年的领土边界（蓝色），图瓦在1954年的领土边界（红色）
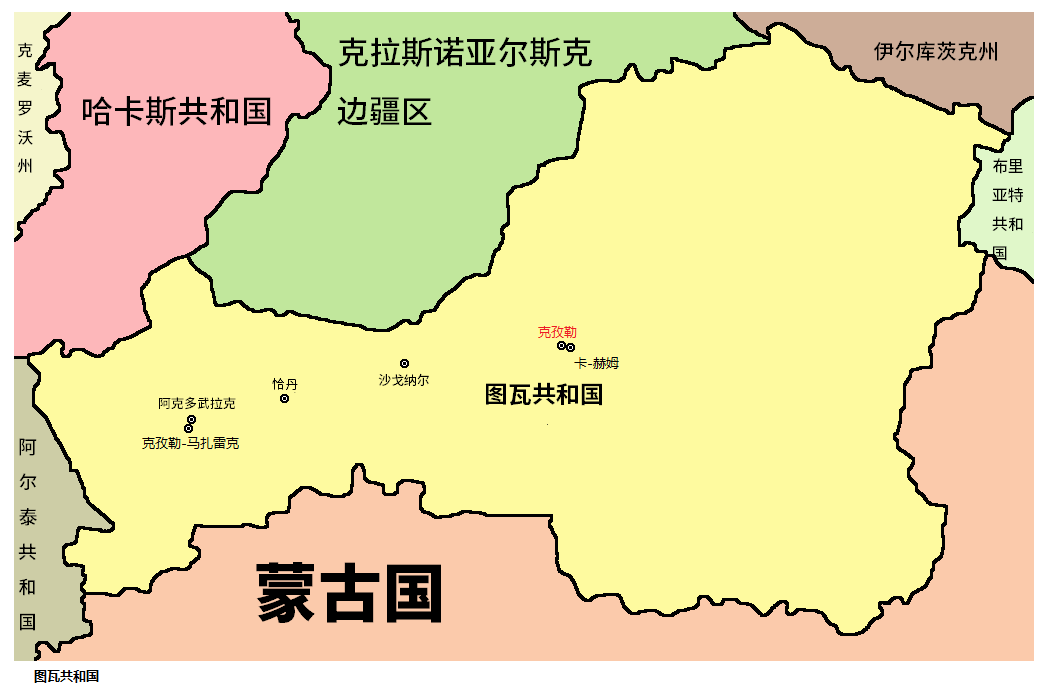
1991年蘇聯解體之後的俄羅斯图瓦共和国版图